# Mauritz Wijnbladh
Carl Mauritz Edvard Wijnbladh, född 21 september 1895 i Stockholm, död 1 oktober 1986 på Lidingö, var en svensk jurist. Han var bror till Thorsten Wijnbladh.
Wijnbladh avlade juris kandidatexamen i Stockholm 1918, blev extra ordinarie notarie i Svea hovrätt 1918, assessor 1927, hovrättsråd 1934 och revisionssekreterare 1936. Han var ordförande i nedre justitierevisionen 1943–1950, tillförordnad president i kammarrätten 1950–1951 och tillförordnad justitiekansler tidvis under 1952 och 1953. Han var president i hovrätten för Övre Norrland 1954–1962.
Han var preses i Kungliga Skytteanska Samfundet 1958–1966. Mauritz Wijnbladh är begravd på Norra begravningsplatsen utanför Stockholm.

## Utmärkelser
- Riddare av Nordstjärneorden, 1937.[2]
- Kommendör av andra klassen av Nordstjärneorden, 6 juni 1944.[3]
- Kommendör av första klassen av Nordstjärneorden, 6 juni 1957.[4]
- Kommendör med stora korset av Nordstjärneorden, 6 juni 1961.[5]